# Sadapaingan
Sadapaingan is een bestuurslaag in het regentschap Ciamis van de provincie West-Java, Indonesië. Sadapaingan telt 4609 inwoners (volkstelling 2010).